# Fasciolaria lilium
Fasciolaria lilium är en snäckart som beskrevs av Johann Fischer von Waldheim 1807. Fasciolaria lilium ingår i släktet Fasciolaria och familjen Fasciolariidae.

## Underarter
Arten delas in i följande underarter:
- F. l. tortugana
- F. l. lilium
- F. l. branhamae
- F. l. hunteria

## Bildgalleri

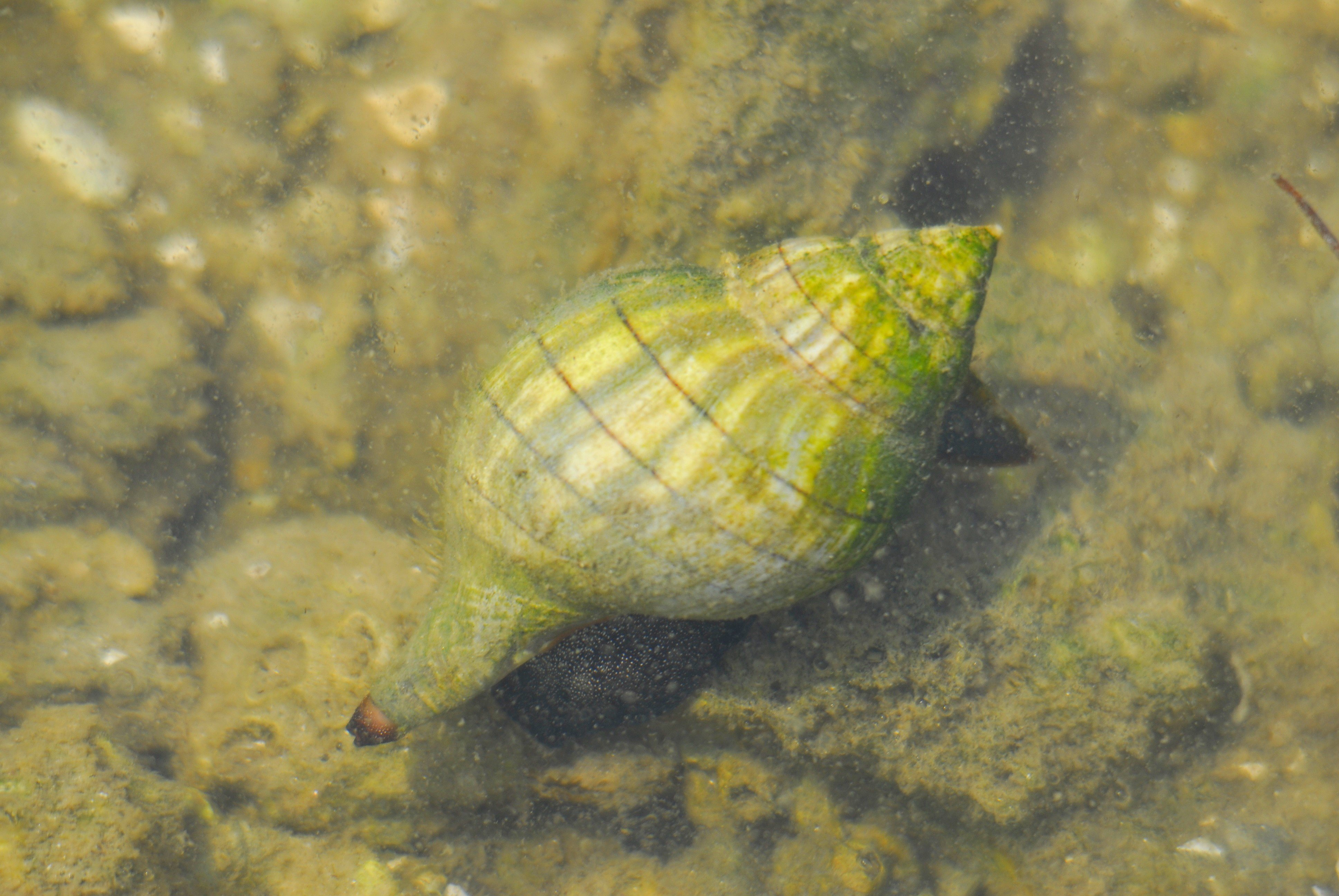